# Orlando Rao
Orlando Rao (Rosario, 2 giugno 1926 – Sanremo, 10 dicembre 1991) è stato un calciatore e allenatore di calcio argentino, di ruolo attaccante.

## Caratteristiche tecniche
Giocava come mezzala; era ambidestro.

## Carriera
Proveniente dal Talleres Cordoba, ha giocato in Italia con la Sanremese dal 1950 al 1963 è lo straniero che ha giocato più campionati di Serie C ottenendovi anche più presenze (oltre 350) e più reti.
Nella stagione 1964-1965 è stato giocatore-allenatore della squadra.

## Statistiche

### Presenze e reti nei club
| Stagione         | Squadra          | Campionato       | Campionato | Campionato | Coppe nazionali | Coppe nazionali | Coppe nazionali |
| Stagione         | Squadra          | Comp             | Pres       | Reti       | Comp            | Pres            | Reti            |
| ---------------- | ---------------- | ---------------- | ---------- | ---------- | --------------- | --------------- | --------------- |
| 1950-1951        | Sanremese        | C                | 33         | 15         | –               | –               | –               |
| 1951-1952        | Sanremese        | C                | 21         | 13         | –               | –               | –               |
| 1952-1953        | Sanremese        | C                | 34         | 7          | –               | –               | –               |
| 1953-1954        | Sanremese        | C                | 29         | 2          | –               | –               | –               |
| 1954-1955        | Sanremese        | C                | 28         | 14         | –               | –               | –               |
| 1955-1956        | Sanremese        | C                | 30         | 3          | –               | –               | –               |
| 1956-1957        | Sanremese        | C                | 34         | 12         | –               | –               | –               |
| 1957-1958        | Sanremese        | C                | 31         | 7          | –               | –               | –               |
| 1958-1959        | Sanremese        | C                | 34         | 9          | CI              | ?               | ?               |
| 1959-1960        | Sanremese        | C                | 19         | 8          | –               | –               | –               |
| 1960-1961        | Sanremese        | C                | 25         | 3          | –               | –               | –               |
| 1961-1962        | Sanremese        | C                | 25         | 5          | –               | –               | –               |
| 1962-1963        | Sanremese        | C                | 24         | 2          | –               | –               | –               |
| Totale Sanremese | Totale Sanremese | Totale Sanremese | 350+       | 67+        | –               | ?               | ?               |